# Microstylum bloesum
Microstylum bloesum là một loài ruồi trong họ Asilidae. Microstylum bloesum được Walker miêu tả năm 1849. Loài này phân bố ở vùng nhiệt đới châu Phi.